# Hypoplectrus
Genre
Les Hypoplectrus forment un genre de poissons grégaire hermaphrodite de la famille des Serranidae.

## Liste des espèces
Selon World Register of Marine Species (20 juillet 2016) :
- Hypoplectrus aberrans Poey, 1868
- Hypoplectrus atlahua Tavera & Acero, 2013
- Hypoplectrus castroaguirrei Del Moral Flores, Tello-Musi & Martínez-Pérez, 2012
- Hypoplectrus chlorurus (Cuvier, 1828)
- Hypoplectrus ecosur Victor, 2012
- Hypoplectrus floridae Victor, 2012
- Hypoplectrus gemma Goode & Bean, 1882
- Hypoplectrus gummigutta (Poey, 1851)
- Hypoplectrus guttavarius (Poey, 1852)
- Hypoplectrus indigo (Poey, 1851)
- Hypoplectrus maculiferus Poey, 1871
- Hypoplectrus maya Lobel, 2011
- Hypoplectrus nigricans (Poey, 1852)
- Hypoplectrus providencianus Acero P. & Garzón-Ferreira, 1994
- Hypoplectrus puella (Cuvier, 1828)
- Hypoplectrus randallorum Lobel, 2011
- Hypoplectrus unicolor (Walbaum, 1792)

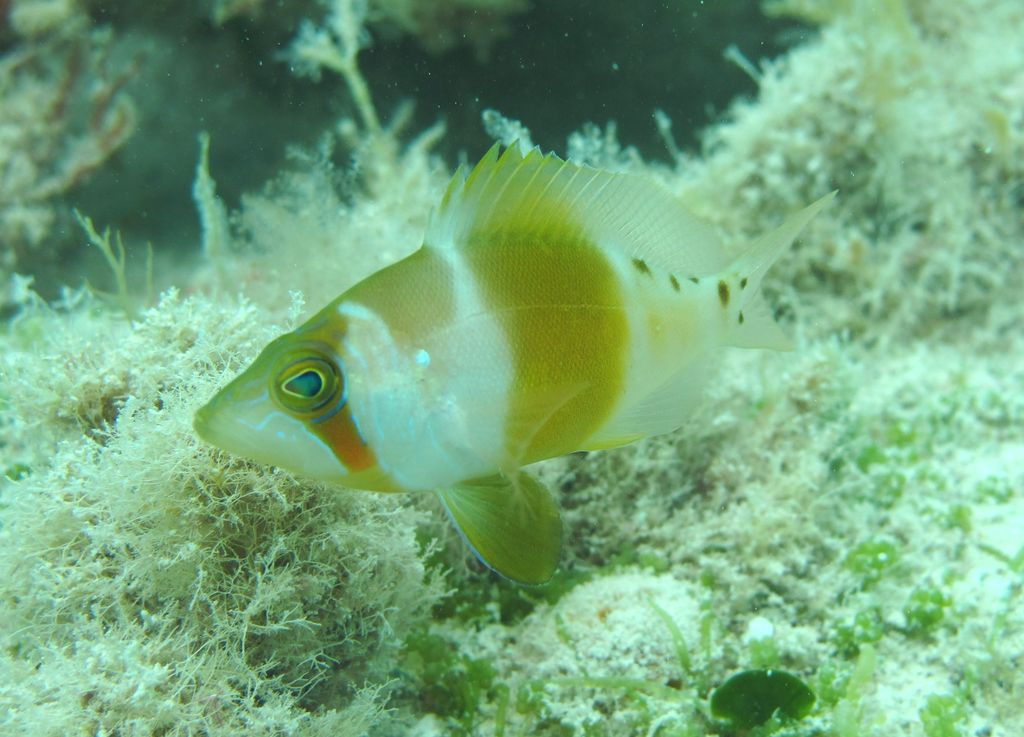
Hypoplectrus ecosur
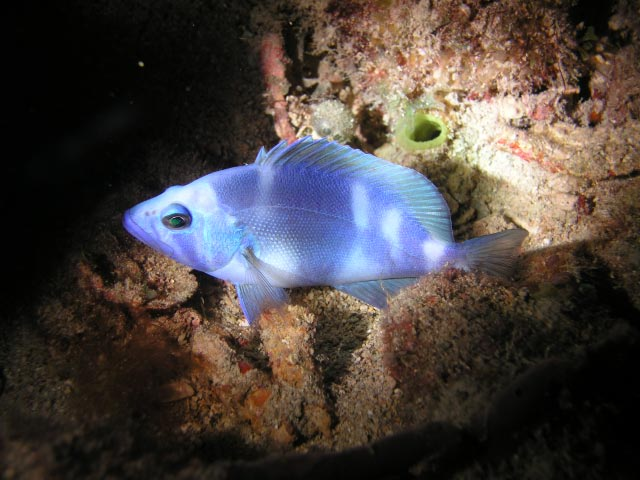
Hypoplectrus gemma
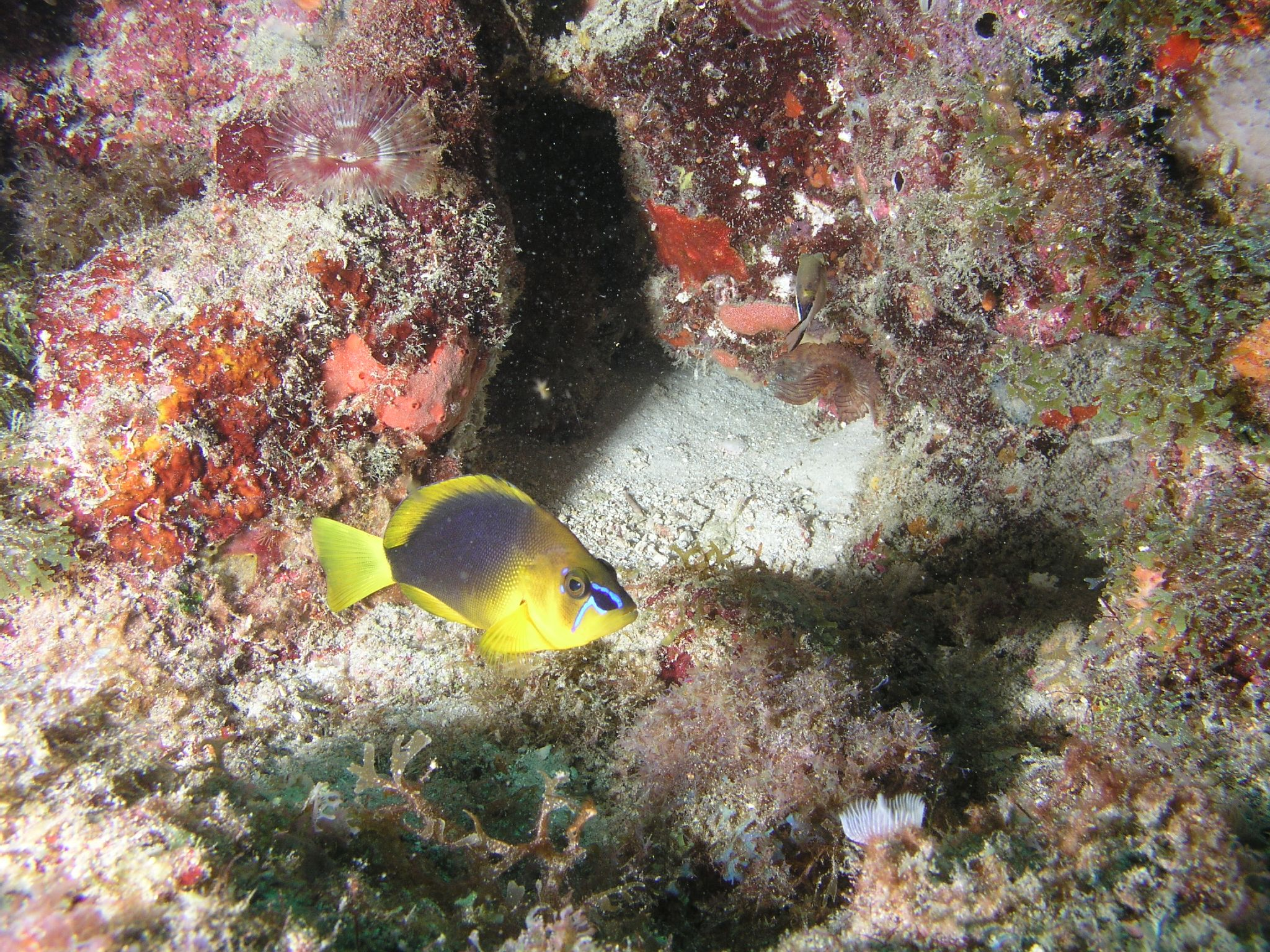
Hypoplectrus guttavarius
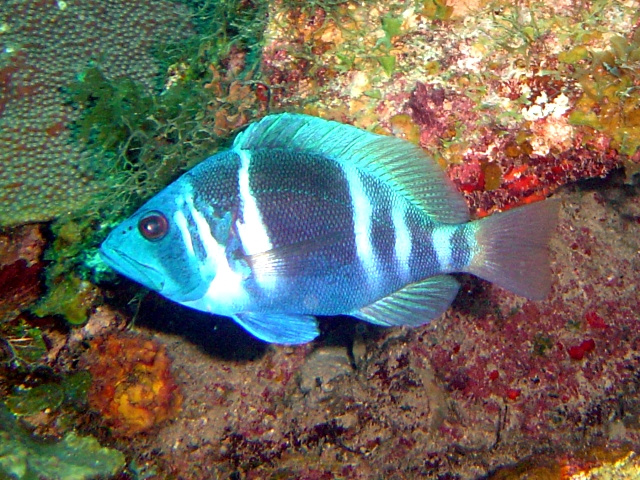
Hypoplectrus indigo
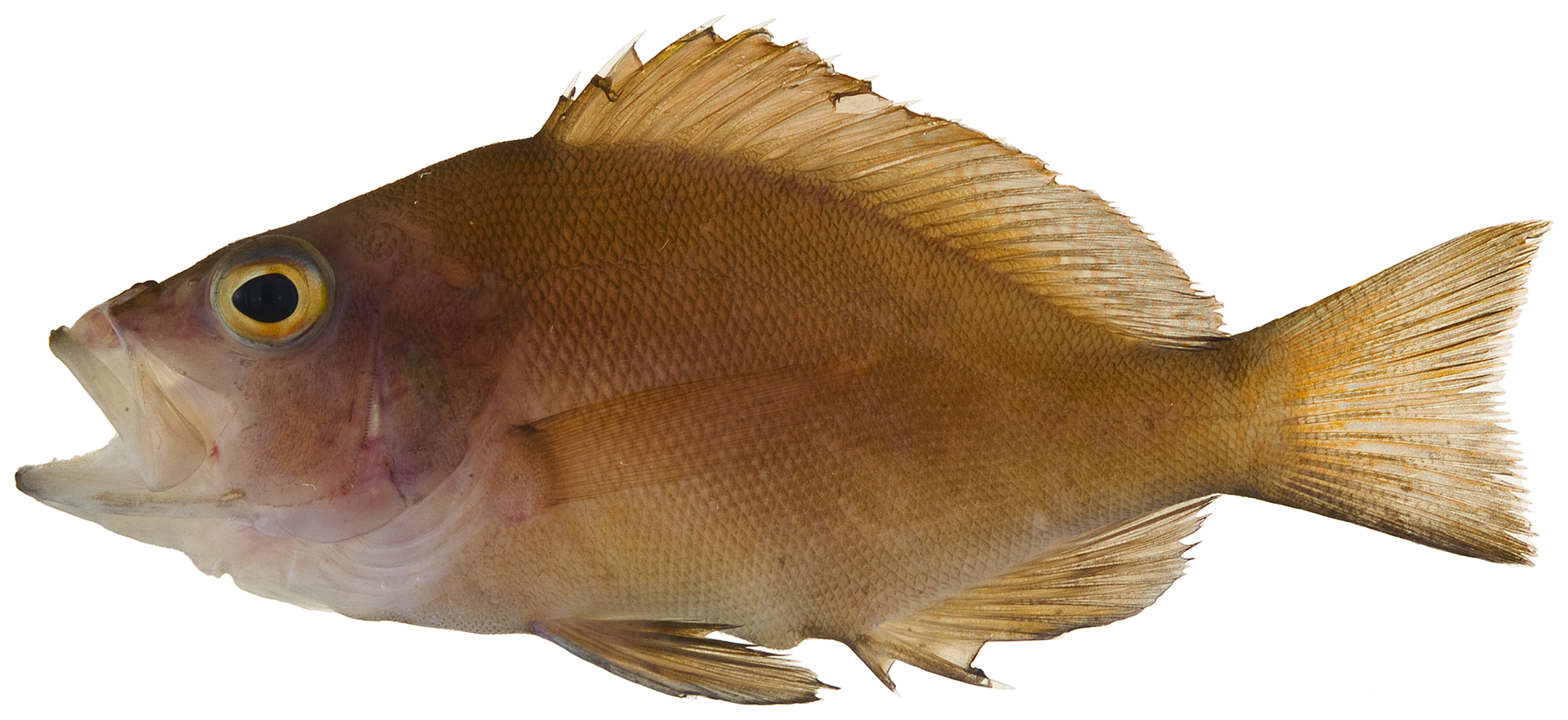
Hypoplectrus nigricans
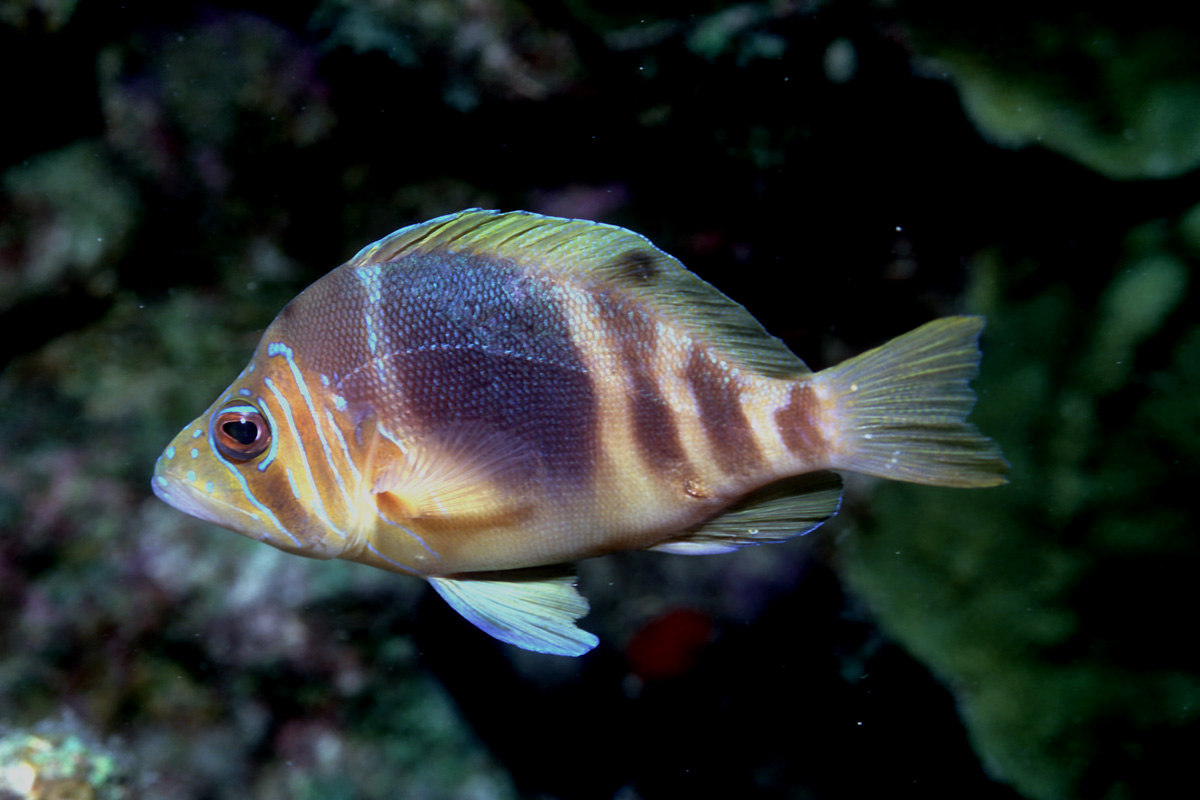
Hypoplectrus puella
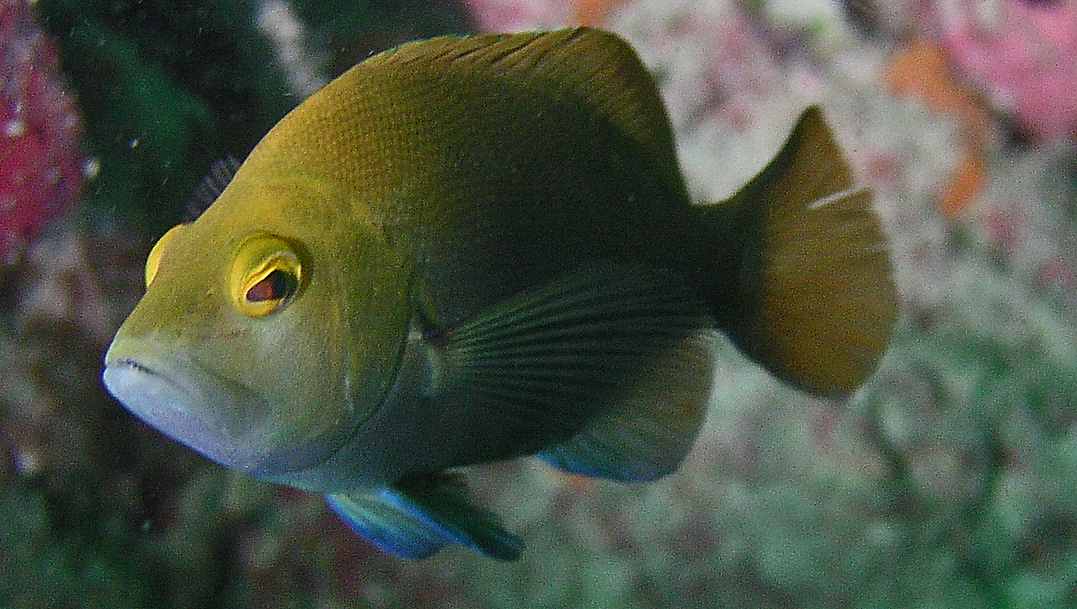
Hypoplectrus randallorum
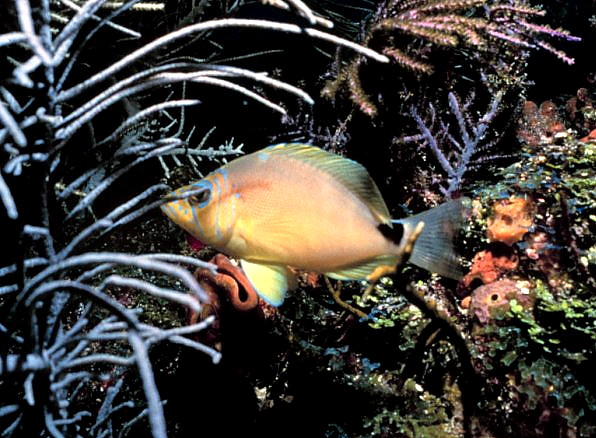
Hypoplectrus unicolor
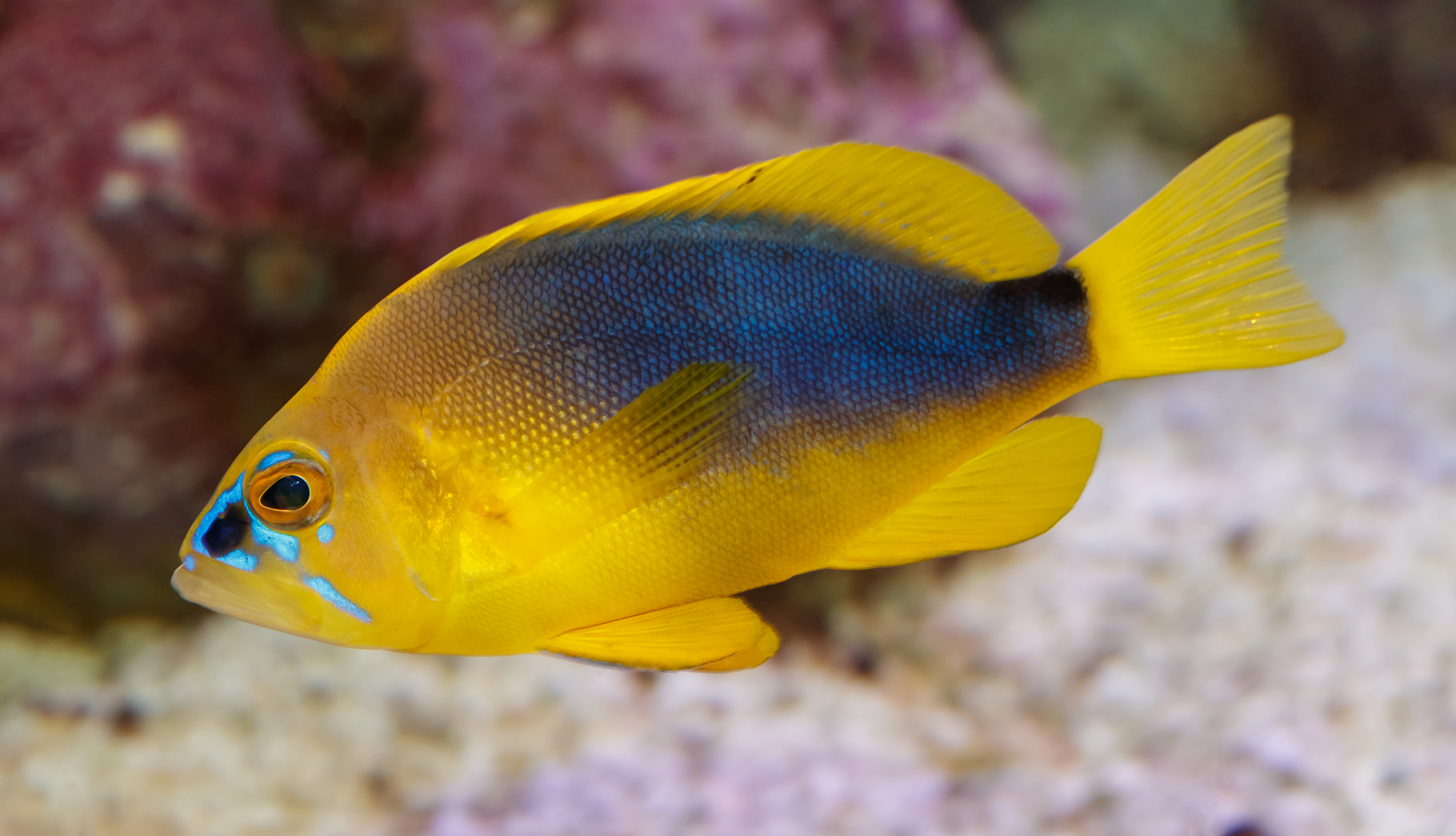
Hypoplectrus guttavarius à Wilhelma, un jardin zoologique. Juillet 2022.